# Autobusna linija br. 129 u Zagrebu
Linija 129 (Kuniščak – Šestinski dol) dnevna je autobusna linija u Zagrebu.
Prometuje na trasi: Kuniščak (kružni tok) – Šestinski dol.
Pri povratku sa Šestinskog dola na stajalištu Kuniščak postaje linija 149 te nastavlja putovanje za Vrhovec. Ista promjena se događa na liniji 149: pri povratku na Kuniščak ponovno postaje linija 129.
Povezuje Šestinski dol sa stajalištem Mandaličina (kao linija 149) u čijoj se blizni nalazi istoimeno tramvajsko stajalište.
Na Šestinskom dolu ne postoji pravo okretište, nego se autobus mora polukružno okretati unatrag.

## Vanjske poveznice
- Vozni red linije 129

1. ↑  Datoteke u GTFS formatu. zet.hr. Pristupljeno 5. lipnja 2025. - Sadrži informacije tijela javne vlasti u skladu s Otvorenom dozvolom